# メディックス
株式会社メディックス（Medix Inc.）は、インターネットマーケティングの総合コンサルティング会社。企業に対するインターネットマーケティング計画・インターネットプロモーション計画・インターネット広告戦略の企画・提案と、それに関わるクリエイティブおよび代理店である。東京証券取引所
スタンダード市場上場。

## 概要
1984年に設立。主にスティング広告やディスプレイ広告、フィード型広告などを手がけており、他社とは違ってクライアントに対してマーケティングの知識を持った担当者が運用や解析などのサポートをすることで差別化を図っている。またBtoB向けマーケティング支援にも強みを持ち、売上の25%を占める。

## 沿革
- 1984年3月 - 設立。同時に広告制作プロダクション業務を開始。
- 1992年4月 - 印刷物を中心としたプロモーション事業を開始。
- 1997年8月 - インターネット広告代理店に業態転換。
- 2015年5月 - Marketoとの間で販売パートナー契約を締結。マーケティングオートメーションの導入・運用サポートを開始。
- 2016年4月 - スペースキット株式会社（後の株式会社データドッグ）を設立。フィード広告を最大化させるサービスであるMEDIX-Feed Managementのサービスを開始。
- 2023年3月 - 株式会社データドッグの清算終了。
- 2025年3月 - 東京証券取引所スタンダード市場に上場[4][5]。